# مارلين باك
مارلين باك (بالإنجليزية: Marilyn Buck)‏ هي مترجمة وكاتِبة وشاعرة أمريكية، ولدت في 13 ديسمبر 1947 في مدلاند في الولايات المتحدة، وتوفيت في 3 أغسطس 2010 في بروكلين في الولايات المتحدة بسبب سرطان الرحم.